# 503 a.C.
Il 503 a.C. (DIII a.C. in numeri romani) è un anno  del VI secolo a.C.

## Eventi
- Roma:
  - Consoli romani: Menenio Agrippa, Publio Postumio Tuberto II

## Morti
- Publio Valerio Publicola, politico e militare romano